# نرجس برتغالي
النرجس البرتغالي نوع نباتي يتبع جنس النرجس من الفصيلة النرجسية. ينمو النبات من بصلة شتوية مبكرة معمرة.

## الموئل والانتشار
يعد النرجس البرتغالي متوطنًا في البرتغال وإسبانيا.